# Craig Fagan
Craig Anthony Fagan (* 11. Dezember 1982 in Birmingham) ist ein ehemaliger englischer Fußballspieler. 

## Spielerkarriere

### Die Anfänge
Craig Fagan stammt aus der Jugend von Birmingham City, jedoch war er auch mehrere Monate in der Jugend von West Bromwich Albion aktiv, nachdem es organisatorische Probleme in Citys Jugendabteilung gab. Von 2002 bis 2004 stand er in der ersten Mannschaft von Birmingham unter Vertrag, schaffte jedoch in seiner Heimatstadt nicht wie erhofft den Durchbruch und kam nur auf einen Einsatz in einem Ligaspiel. Im Jahr 2003 wurde er zunächst an Bristol City verliehen, ehe er 2003/04 als Leihspieler bei Colchester United stürmte. Dorthin wechselte er nach Ablauf der Saison auch ablösefrei.

### Durchbruch
Im Februar 2005 folgte der Wechsel zu Hull City. Dort schaffte er den Durchbruch im Profifußball. Nach 15 Toren in 80 Spielen verließ Fagan Hull im Januar 2007, um beim ambitionierten Zweitligisten Derby County zu spielen. Mit Derby erreichte er auf Anhieb den Aufstieg in die Premier League. Zwar war er in den nächsten anderthalb Jahren fast immer Stammspieler, jedoch musste er den Club nach einem Trainerwechsel im Abstiegskampf verlassen.
Somit folgte Fagans Rückkehr zu Hull City, bei denen er im März 2008 ein zweites Mal debütierte und erreichte mit dem Verein am Saisonende den Aufstieg in die Premier League.
Am 13. September 2008 erlitt Fagan nach einem brutalen Foul von Newcastles Danny Guthrie einen Schienbeinbruch und kehrte drei Monate später in den Spielbetrieb zurück. Nach drei Jahren bei Hull wurde sein Vertrag im Sommer 2011 nicht verlängert. Am 15. September 2011 verpflichtete ihn Bradford City. Nach weiteren Stationen beim FC Bury, FC Gillingham und in Brunei beim DPMM FC beendete er 2015 seine aktive Laufbahn.

## Erfolge
- 2006/07 – Aufstieg in die Premier League mit Derby County
- 2007/08 – Aufstieg in die Premier League mit Hull City